# Medicago hybrida
Medicago hybrida är en ärtväxtart som först beskrevs av Pierre André Pourret de Figeac, och fick sitt nu gällande namn av Ernst Rudolf von Trautvetter. Medicago hybrida ingår i släktet luserner, och familjen ärtväxter. Inga underarter finns listade i Catalogue of Life.